# Eye Love You
『Eye Love You』（アイ ラブ ユー）は、2024年1月23日から3月26日まで、TBS系「火曜ドラマ」枠で放送されたテレビドラマ。主演は二階堂ふみ。
ヒロインの相手役に韓国人俳優を起用した初の民放GP帯連続ドラマとなる。
心の声が聞こえる能力を持つ主人公が、年下の韓国人留学生と恋をするファンタジック・ラブストーリー。

## あらすじ
目を見ると相手の心の声が聞こえてしまう能力（テレパス）を持つ主人公の本宮侑里。この能力の影響で恋愛とは距離を置いていた。
ある日、侑里は年下の韓国人留学生であるユン・テオと出会う。明るく社交的な性格のテオは、周囲の評判も良好で、韓国人らしく恋愛に対しても実直でピュアだった。そんなテオと偶然目が合ってしまったときに聞こえてきた言葉は韓国語であり、侑里は言語が異なり心の声が分からないテオとなら恋愛が出来るのではと想いを馳せる。
自分の本音を表現できない侑里の心に、明るく実直なテオの存在がどのような影響を与えるのか。

## キャスト

### 主要人物
本宮侑里（もとみや ゆり）〈30〉
演 - 二階堂ふみ（幼少期：津久井有咲）
本作の主人公。チョコレートショップ「Dolce & Chocolat.」の社長。目が合うと相手の心の声が聞こえてしまうテレパス能力を持つ。相手の本音が聞こえてしまうため、恋愛とは縁遠い。
ユン・テオ〈26〉
演 - チェ・ジョンヒョプ（幼少期：國井颯介）
韓国人留学生。明るく社交的。

### Dolce & Chocolat.
花岡彰人（はなおか あきと）
演 - 中川大志
専務取締役であり、共同設立者。面倒見が良い。学生の頃から侑里に想いを寄せている。
池本真尋（いけもと まひろ）
演 - 山下美月
ショコラティエであり、共同設立者。侑里にとって、相談事もできる貴重な存在。
亀井茂夫（かめい しげお）
演 - ゴリけん
総務・経理担当。離婚しており、娘の親権は元妻が持っている。
仁科明日香（にしな あすか）
演 - 鳴海唯
広報担当。勘が鋭いところがある。
相原虎太郎（あいはら こたろう）
演 - 絃瀬聡一
新入社員。真面目だが、猪突猛進に行動してしまうところがある。

### 侑里の関係者
本宮誠（もとみや まこと）
演 - 立川志らく
侑里の父。妻を亡くして以来、男手ひとつで娘を育ててきた。とある出来事で、全身麻痺を起こし、会話ができなくなる。

### テオの関係者
飯山利一（いいやま としかず）
演 - 杉本哲太
テオが所属する大学院の研究室の教授。絶滅危惧動物を専門としている。テオが幼いころに出会っている。
小野田学（おのだ がく）
演 - 清水尋也
研究員。テオの先輩。恋愛面は不器用なところがある。
ミン・ハナ
演 - 玄理
テオが幼い頃に出会っている。

## スタッフ
- 脚本 - 三浦希紗[10]、山下すばる[10]
- 音楽 - 大間々昂[11]
- 主題歌 - Omoinotake「幾億光年」（Sony Music Labels）[10]
- 絵本制作 - 臼田ルリ[11]
- ミステリー監修 - イシイジロウ[11]
- チョコレート監修 - 徳永純司[11]
- 料理監修 - はらゆうこ[11]、大澤れいか[11]
- 医療監修 - 中澤暁雄[11]
- 動物監修 - 渡辺佑基[11]、寺井洋平[11]、安家叶子[11]、山田優佳[11]
- 演出 - 岡本伸吾[10]、福田亮介[10]、加藤亜季子[10]
- プロデュース - 中島啓介[10]、車賢智[10]、佐井大紀[10]
- 編成 - 平岡紗哉[10]、髙田脩[10]
- 製作著作 - TBS

## イベント
3月5日第7話の放送後、国内外から多くの反響が集まる本作から、視聴者への感謝の思いを込めて『Eye Love You』の最終回を前に、番組ファンイベント「Eye Love FAN Festival！」の開催が発表された。
- タイトル - Eye Love FAN Festival！～『Eye Love You』最終回直前！スペシャルFANミーティング〜
- 出演者 - 二階堂ふみ、チェ・ジョンヒョプ、中川大志、山下美月、清水尋也、ゴリけん
- 会場 - 渋谷ヒカリエ9階 ヒカリエホール ホールA
- 日程 - 3/20(水・祝)　第1部14:00開場／15:00開演　第2部18:00開場／19:00開演

本イベントは12000円また配信は回ごとに3000円という有料イベントにもかかわらず、応募総数3万2885人であった。その中から抽選で選ばれた850人が会場に詰めかけた。また、配信も行われ接続人数は延べ60000万人以上にまでのぼった。

## 放送日程
| 話数                                                                        | 放送日  | サブタイトル                                          | 脚本       | 演出       | 視聴率 |
| --------------------------------------------------------------------------- | ------- | ----------------------------------------------------- | ---------- | ---------- | ------ |
| 第1話                                                                       | 1月23日 | 僕の事は好きですか?私の心に舞い込んだ年下の純情韓国人 | 三浦希紗   | 岡本伸吾   | 5.5%   |
| 第2話                                                                       | 1月30日 | 禁断のオフィスラブ 発覚不可避の暴走愛                 | 三浦希紗   | 岡本伸吾   | 6.3%   |
| 第3話                                                                       | 2月06日 | 恋がバレたら即解雇 猛烈愛と秘密の約束                 | 山下すばる | 福田亮介   | 6.1%   |
| 第4話                                                                       | 2月13日 | 決戦はバレンタイン!嫉妬に燃える交錯愛                 | 三浦希紗   | 加藤亜希子 | 6.1%   |
| 第5話                                                                       | 2月20日 | ずっと好きだった…本音に抗う恋の結末                   | 三浦希紗   | 福田亮介   | 5.9%   |
| 第6話                                                                       | 2月27日 | 恋の最終決断!奇跡の海でアイラブユー                   | 山下すばる | 岡本伸吾   | 5.9%   |
| 第7話                                                                       | 3月05日 | 燃える恋の初デート!激白…私の秘密の力                  | 三浦希紗   | 加藤亜季子 | 6.1%   |
| 第8話                                                                       | 3月12日 | 迫り来る究極の選択…運命の恋と父娘愛                   | 三浦希紗   | 岡本伸吾   | 5.6%   |
| 第9話                                                                       | 3月19日 | 隠し続けた愛の結末..2人で選ぶ生きる道                 | 三浦希紗   | 岡本伸吾   | 6.6%   |
| 最終話                                                                      | 3月26日 | 完結～ありのままの心で見つめ合う愛の奇跡              | 三浦希紗   | 岡本伸吾   | 5.3%   |
| 平均視聴率 5.9%（視聴率はビデオリサーチ調べ、関東地区・世帯・リアルタイム） |         |                                                       |            |            |        |

- 初回は22時 - 23時12分の15分拡大放送[2]。